# New Berlin (Texas)
New Berlin es una ciudad ubicada en el condado de Guadalupe en el estado estadounidense de Texas. En el Censo de 2010 tenía una población de 511 habitantes y una densidad poblacional de 41,19 personas por km².

## Geografía
New Berlin se encuentra ubicada en las coordenadas 29°27′44″N 98°6′5″O / 29.46222, -98.10139. Según la Oficina del Censo de los Estados Unidos, New Berlin tiene una superficie total de 12.41 km², de la cual 12.41 km² corresponden a tierra firme y (0%) 0 km² es agua.

## Demografía
Según el censo de 2010, había 511 personas residiendo en New Berlin. La densidad de población era de 41,19 hab./km². De los 511 habitantes, New Berlin estaba compuesto por el 93.35% blancos, el 2.35% eran afroamericanos, el 0.2% eran amerindios, el 0% eran asiáticos, el 0.2% eran isleños del Pacífico, el 2.35% eran de otras razas y el 1.57% pertenecían a dos o más razas. Del total de la población el 10.18% eran hispanos o latinos de cualquier raza.